# Parafia św. Kazimierza w Łochowie
Parafia św. Kazimierza w Łochowie – rzymskokatolicka parafia w dekanacie Białe Błota diecezji bydgoskiej.

## Zasięg
Do parafii św. Kazimierza w Łochowie należą niektóre miejscowości z gminy Białe Błota k. Bydgoszczy: Łochowo, Łochowice i Lisi Ogon.

## Historia
Do 1924 r. kościołem parafialnym dla Ciela była fara bydgoska, a następnie po podziale parafii farnej – kościół Świętej Trójcy w Bydgoszczy. 
1 lipca 1933 r. arcybiskup gnieźnieński August Hlond erygował parafię św. Antoniego Padewskiego na Czyżkówku w Bydgoszczy, do której włączono również Prądy, Drzewce, Łochowo, Łochowice, Lisi Ogon, Osową Górę, Opławiec i Smukałę. 
W 1902 r. w centrum Łochowa wzniesiono zbór ewangelicki, służący miejscowej gminie ewangelickiej do 1945 roku. 1 października 1946 r. arcybiskup August Hlond erygował parafię w Łochowie wydzieloną z parafii św. Antoniego Padewskiego w Bydgoszczy, która obejmowała: Łochowo, Łochowice, Lisi Ogon i Murowaniec. Dawny zbór w Łochowie został uroczyście poświęcony i począł pełnić funkcję rzymskokatolickiego kościoła parafialnego pod wezwaniem św. Kazimierza.
Pierwszym proboszczem był ks. Mieczysław Konopczyński, kolejnymi – ks. Kazimierz Winkiel i ks. Józef Madaliński. W latach 1947–1959 parafia nie miała stałego duszpasterza. 
25 marca 2004 r. parafia znalazła się w strukturach nowo powstałej Diecezji Bydgoskiej, a 1 września 2008 r. w dekanacie Białe Błota.